# SOSUS

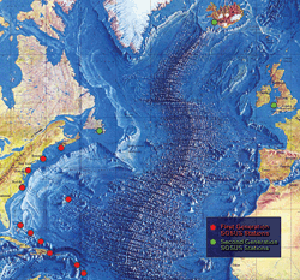
Các trạm giám sát SOSUS ban đầu

Hệ thống giám sát âm thanh (tiếng Anh: The Sound Surveillance System (SOSUS)) là một hệ thống sonar thụ động được Mỹ phát triển bởi Hải quân Mỹ để theo dõi tàu ngầm Liên Xô. Bản chất cùng với tên gọi của hệ thống này được giữ bí mật. Hải quân Mỹ gọi nó là chương trình Ceasar để làm bình phong cho việc đưa vào vận hành hệ thống này, theo đó, nó được tuyên bố chỉ là các trạm nghiên cứu Hải quân trên bờ dùng để nghiên cứu Hải dương học. Năm 1985, Hải quân Mỹ đã đưa vào trang bị các sonar mảng dạng kéo theo cho các tàu hải quân (Surveillance Towed Array Sensor System (SURTASS)) để bổ trợ cho các sonar cố định đặt dưới đáy biển SOSUS, tên của hệ thống theo dõi được đổi thành Hệ thống giám sát dưới đáy biển tích hợp-Integrated Undersea Surveillance System (IUSS). Bộ chỉ huy cùng với nhân viên làm việc trong dự án SOSUS lấy vỏ bọc là nhân viên "nghiên cứu hải dương học" cho đến năm 1991, khi chiến tranh Lạnh kết thúc. Sau khi chương trình bị hủy bỏ, trung tâm chỉ huy của SOSUS là Hệ thống giám sát Hải dương Đại Tây Dương-Oceanographic System Atlantic và Hệ thống giám sát Hải dương Thái Bình Dương-Oceanographic System Pacific trở thành Hệ thống giám sát dưới đáy biển Đại Tây Dương-Undersea Surveillance Atlantic và Hệ thống giám sát dưới đáy biển Thái Bình Dương-Undersea Surveillance Pacific.

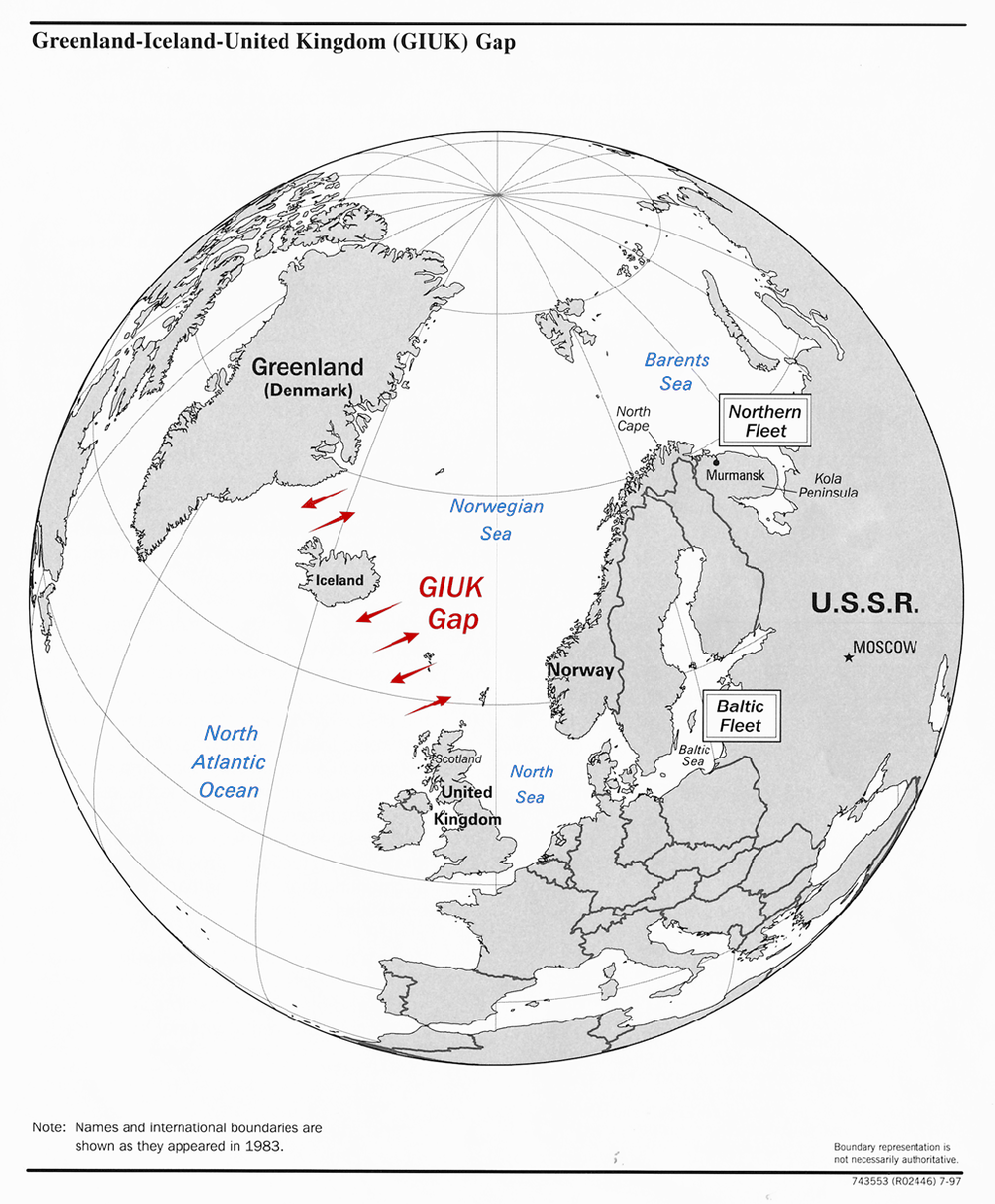
Vùng GIUK

Hệ thống giám sát này có khả năng giám sát ở khoàng cách lớn nhờ lợi dụng kênh âm sâu, hay SOFAR. Cơ sở Hải quân đặt tại Barbados vào ngày 6/7/1962 báo cáo đã sử dụng SOSUS phát hiện được tàu ngầm hạt nhân Liên Xô di chuyển qua vùng biển giữa Greenland-Iceland-Vương quốc Anh (vùng GIUK). Các mảng tuyến tính với hydrophone được đặt trên các sườn dốc trong kênh âm thanh cho phép xử lý chùm tia tại các cơ sở trên bờ để tạo thành chùm tia phương vị. Khi hai hoặc nhiều tia gặp nhau, bằng phương pháp tam giác đạc sẽ có thể xác định vị trí trên không hoặc trên bề mặt.
SOSUS được phát triển từ năm 1949 do các nhà khoa học và các kỹ sư cần nghiên cứu các vấn đề tác chiến chống ngầm. Nó bao gồm một chuỗi các ống nghe dưới nước kết nối với nhau bằng dây cáp, giống như công nghệ áp dụng trong điện thoại, nối tới các trạm theo dõi đặt xung quanh bờ Tây của Đại Tây Dương, từ Nova Scotia đến Barbados. Hệ thống được thử nghiệm lần đầu với việc triển khai 6 thiết bị thu âm đặt tại Eleuthera, Bahamas vào năm 1951, sau đó, bằng những kinh nghiệm thu được khi định vị thành công tàu ngầm, vào năm 1952 đã đưa hệ thống đầu tiên đi vào vận hành, gồm 40 thiết bị thu âm được đặt ở độ sâu 1.000 ft (304,8 m). Vào thời điểm đó, Hải quân Mỹ đã yêu cầu tăng số lượng trạm thu tín hiệu từ 6 lên 9 trạm. Trong bộ film tài liệu mật thực hiện bởi Hải quân Mỹ vào năm 1960 Watch in the Sea, đã mô tả việc sản xuất các dải thu âm có độ dài 1.800 ft (548,6 m). Năm 1954, quân đội Mỹ yêu cầu xây dựng thêm 3 trạm giám sát Đại Tây Dương và bắt đầu triển khai trạm giám sát ở Thái Bình Dương, với 6 trạm đặt ở bờ biển phía Tây Hoa Kỳ và một trạm tại Hawaii.
Tháng 9 năm 1954, Naval Facility Ramey đi vào hoạt động ở Puerto Rico. Các cơ sở giám sát khác ở Đại Tây Dương tiếp tục được triển khai sau đó, và vào năm 1957 hệ thống cuối cùng trong chuỗi giám sát Đại Tây Dương đi vào hoạt động tại Eleuthera. Cũng trong năm này, hệ thống giám sát Thái Bình Dương bắt đầu được triển khai. Trong vòng ba thập kỷ tiếp theo, các hệ thống giám sát đã được bổ sung tại NAVFAC Keflavik, Iceland năm 1966 và NAVFAC Guam năm 1968. Các trạm giám sát ven biển cùng với công nghệ cáp mới đã giúp hệ thống cắt giảm số lượng trạm giám sát NAVFAC, điển hình như mỗi trạm Naval Ocean Processing Facility (NOPF), được thành lập năm 1981 có khả năng chịu trách nhiệm giám sát cho 1 đại dương, thay cho các trạm NAVFAC.
Khi các hệ thống di động mới được đưa vào hoạt động, các mảng giám sát SOSUS được cho ngừng hoạt động, một số mảng được chuyển sang sử dụng cho việc nghiên cứu khoa học.

## Lịch sử ra đời
SOSUS bắt đầu thai nghén từ năm 1949 khi Hải quân Mỹ thành lập một Ủy ban tác chiến chống ngầm, bao gồm một nhóm tư vấn được thành lập từ năm 1946 trực thuộc Viện khoa học hàn lâm quốc gia để nghiên cứu tác chiến chống ngầm. Theo đó, Hải quân Mỹ thành lập một nhóm nghiên cứu dưới tên gọi Chương trình Hartwell, đặt theo tên giáo sư G.P. Hartwell của trường Đại học Pennsylvania, chủ tịch của Ủy ban tác chiến chống ngầm, với sự lãnh đạo của Massachusetts Institute of Technology (MIT). Nhóm nghiên cứu của Hartwell đề xuất việc chi 10.000.000 đô la Mỹ (122.990.000 đô la Mỹ vào năm 2022) hàng năm để phát triển hệ thống có khả năng chống lại mối đe dọa từ tàu ngầm của Liên Xô.
Nhóm nghiên cứu cũng đề xuất một hệ thống giám sát âm thanh tần số thấp ở các kênh SOFAR trang bị các đầu thu sóng dưới nước cùng với các cơ sở phân tích có khả năng tính toán vị trí của tàu ngầm từ khoảng cách hàng trăm dặm.

## Link ngoài
- Past IUSS Sites Lưu trữ ngày 16 tháng 2 năm 2020 tại Wayback Machine Index to individual pages with location details, photos and badges of the shore sites.
- CAESAR Fleet
- The Terminal Equipment Building of the Navy Sound Surveillance System (SOSUS) Lưu trữ ngày 22 tháng 9 năm 2021 tại Wayback Machine Photos and diagrams of NAVFAC Lewes, 21 quad cable cross section, LOFARGRAM photos
- History of IUSS: Timeline
- "SOSUS: The 'Secret Weapon' of Undersea Surveillance", Undersea Warfare, Winter, 2005, Vol. 7, No. 2, article by Edward C. Whitman
- The Acoustic Monitoring Project
- Sound Surveillance System (SOSUS), GlobalSecurity.org
- A Letter from Joe Worzel to Lamont-Doherty Earth Observatory regarding the establishment of Palisades Geophysical Institute, its work, and support of the education and research community
- The SOund SUrveillance System, Federation of American Scientists, Intelligence Resource Program
- Navy article on Sosus
- Japanese LQO-3 SOSUS Arrays.
- Watch In The Sea--part one trên YouTube
- Watch In The Sea--part two trên YouTube
- 1953 Project Michael report: Transmission of 30 cps Sound in Deep Water Lưu trữ ngày 5 tháng 8 năm 2021 tại Wayback Machine